# Perasis argentifacies
Perasis argentifacies är en tvåvingeart som först beskrevs av Samuel Wendell Williston  1901.  Perasis argentifacies ingår i släktet Perasis och familjen rovflugor. Inga underarter finns listade i Catalogue of Life.